# الهيئة العامة للاتصالات

## الهيئة العامة للاتصالات والمعلوماتية (ليبيا)
الهيئة العامة للاتصالات والمعلوماتية هي الجهة التنظيمية المسؤولة عن قطاع الاتصالات والخدمات الإلكترونية في ليبيا، وتعد أعلى سلطة إشرافية وتنظيمية في هذا المجال. يقع مقر الهيئة الرئيسي في مدينة طرابلس، ضمن مقر الشركة العامة للبريد والاتصالات السلكية واللاسلكية.

## التأسيس والإشراف
أُنشئت الهيئة بموجب قرار اللجنة الشعبية العامة رقم (293) لسنة 2006 بشأن تأسيس الهيئة العامة للاتصالات. وتخضع لإشراف اللجنة الشعبية العامة، وتُناط بها مهام صياغة السياسات التنظيمية والإشرافية للقطاع.

## المهام والاختصاصات[1]
تتولى الهيئة العامة للاتصالات والمعلوماتية مجموعة من المهام التنظيمية والتنفيذية، والتي تشمل ما يلي:

### التشريعات والسياسات
- اقتراح مشاريع القوانين واللوائح المرتبطة بقطاع الاتصالات، والخدمات البريدية، والأقمار الصناعية.
- تنفيذ التشريعات المنظمة للاتصالات السلكية واللاسلكية والخدمات البريدية.
- مراجعة القوانين القائمة وتقييم الحاجة إلى تعديلها وفقًا لتطورات القطاع.

### التخطيط والتنظيم
- وضع الخطط الوطنية لقطاع الاتصالات ومتابعة تنفيذها.
- اقتراح القواعد المنظمة لمنح التراخيص في مجال الاتصالات.
- وضع معايير جودة الخدمات، وتحديد أسعارها، ومراقبة تنفيذها.
- تنظيم عمليات الربط بين شبكات الاتصالات المختلفة.

### الإشراف والرقابة
- الإشراف على أنشطة البريد والاتصالات، ومتابعة أداء الشركات العامة ذات الصلة.
- مراقبة جودة الخدمات ومدى الالتزام بالمعايير الفنية المعتمدة.
- اتخاذ الإجراءات القانونية بحق المخالفات المرتكبة في القطاع.
- تنظيم المنافسة ومنع الممارسات الاحتكارية..

### البنية التحتية والترددات
- وضع المواصفات الفنية الخاصة بمنظومات الاتصالات داخل مؤسسات الدولة.
- الإشراف على مشاريع الأقمار الصناعية وتطبيق التشريعات ذات العلاقة.
- إدارة الطيف الترددي الوطني وتخصيص الترددات لخدمات الاتصالات.

### التعاون الدولي والمشاركة في المنظمات
- تمثيل ليبيا في المنظمات الإقليمية والدولية المختصة في مجال الاتصالات والخدمات البريدية.
- دراسة الاتفاقيات الدولية ذات العلاقة واقتراح الانضمام إليها ومتابعة تنفيذها.
- المشاركة في المؤتمرات والندوات الدولية ومتابعة مخرجاتها.

### تشجيع الاستثمار والتطوير التقني
- تعزيز الاستثمار في قطاع البريد والاتصالات وتوفير بيئة داعمة لذلك.
- دعم جهود التحول الرقمي وتوظيف التكنولوجيا الحديثة.
- تنفيذ برامج توعية لرفع مستوى المعرفة حول قطاع الاتصالات.

## الجهات الخاضعة والتابعة لإشراف الهيئة

### الجهات التابعة لإشراف الهيئة
تخضع عدة شركات ومؤسسات للرقابة والإشراف من قبل الهيئة العامة للاتصالات والمعلوماتية، وتشمل:
- الشركة الليبية للبريد والاتصالات وتقنية المعلومات القابضة
- شركة ليبيا للاتصالات والتقنية
- شركة ليبيانا للهاتف المحمول
- شركة المدار الجديد للاتصالات الهاتفية
- الشركة العامة للبريد والاتصالات السلكية واللاسلكية
- شركة الجيل الجديد للتقنية
- مركز تقنية المعلومات
- الشركة الليبية للاتصالات المساهمة

### قانون الاتصالات في ليبيا
قامت الهيئة بإعداد مسودة قانون الاتصالات، والذي يُتوقع أن يشكّل الإطار القانوني والتنظيمي لقطاع الاتصالات في ليبيا عند تطبيقه. ويهدف القانون إلى تنظيم الخدمات وتحديد الحقوق والالتزامات لجميع الأطراف العاملة في القطاع..

## وصلات خارجية
- الصفحة الرئيسة للهيئة العامة للاتصالات
- الصفحة الرئيسة لموقع شركة ليبيا للاتصالات والتقنية
- الصفحة الرئيسة لموقع شركة ليبيانا للهاتف المحمول
- الصفحة الرئيسة لموقع شركة المدار الجديد
- الصفحة الرئيسة لموقع الشركة العامة للبريد والاتصالات السلكية واللاسلكية
- الصفحة الرئيسة لموقع شركة الجيل الجديد للتقنية
- الصفحة الرئيسة لموقع الشركة الليبية للبريد والاتصالات وتقنية المعلومات
- الصفحة الرئيسة لموقع مركز تقنية المعلومات